# NGC 5887
NGC 5887 é uma galáxia espiral (S0-a) localizada na direcção da constelação de Serpens. Possui uma declinação de +01° 09' 17" e uma ascensão recta de 15 horas, 14 minutos e 43,9 segundos.
A galáxia NGC 5887 foi descoberta em 9 de Junho de 1880 por Édouard Jean-Marie Stephan.